# 이강섭
이강섭(李康燮, 1964년 ~ )은 대한민국의 제34대 법제처장을 맡고 있는 공무원이다.

## 학력
- 양정고등학교 졸업
- 1987년 연세대학교 경영학 학사
- 1990년 서울대학교 대학원 행정학 석사
- 2001년 시라큐스 대학교 대학원 석사
- 2003년 시라큐스 대학교 대학원 법학 박사

## 경력
- 1987 제31회 행정고시 합격
- 2004 미국 변호사(뉴욕주, 뉴저지주)
- 2012.12 ~ 2014.08 법제처 사회문화법제국 국장
- 2014.09 ~ 2016.11 국회사무처 법제실 파견
- 2016.11 ~ 2017.08 법제처 경제법제국 국장
- 2017.08 ~ 2019.06 법제처 법령해석국 국장
- 2019.06 ~ 2020.08 법제처 차장
- 2020.08 ~ 2022.05 : 제34대 법제처장